# 砂督吊桥
砂督吊桥（英語：Satok Bridge）是一座建立于砂拉越邦古晋市的悬索式吊桥，该吊桥毗邻始建于1963年的“砂督大桥”。始建于1923年。于1926年正式开幕，后因1992年因年久失修而停止使用。2004年由于年久失修加上桥墩无法承重而导致该吊桥的钢索坠入砂拉越河。2017年砂拉越当局宣布正式对老吊桥进行维修与重建的工作，2019年由于桥墩出现倾斜问题而展延至2021年完工，最终该吊桥于2021年3月完工。于2021年11月21日正式重新开幕。该吊桥也是从古晋砂督通往对岸马当的吊桥，该吊桥在此前曾可以通车。而在2021年11月21日重新开放后则成为了砂拉越古晋的历史遗迹。而在后期曾短暂停止开放，之后新增灯光秀并重新开放。